# Luis Felipe Gallardo Martín del Campo
Luis Felipe Gallardo Martín del Campo SDB (ur. 12 grudnia 1941 w Irapuato) – meksykański duchowny katolicki, w latach biskup diecezji Veracruz 2006-2018.

## Życiorys
Wstąpił do zakonu salezjanów, gdzie złożył pierwsze śluby 16 sierpnia 1958.
Święcenia kapłańskie przyjął 22 grudnia 1967. Był m.in. inspektorem meksykańskiej prowincji NMP z Guadalupe (1979-1985; 1996-2000).

### Episkopat
16 grudnia 2000 papież Jan Paweł II mianował go prałatem terytorialnym Mixes. Sakry biskupiej udzielił mu 24 lutego 2001 abp Héctor González Martínez.
8 maja 2006 Benedykt XVI mianował go biskupem Veracruz. Ingres odbył się 7 lipca 2006.
12 listopada 2018 przeszedł na emeryturę.